# كشافة أندورا
أندورا هي واحدة من أربعة فقط من البلدان المستقلة في العالم التي ليس لديها كشافة. عدد السكان كبير بما فيه الكفاية للحفاظ على الكشافة (من حيث عدد السكان، وأكبر من 5 دول صغيرة مع 78115 وفقا لتعداد اتخذت في عام 2011)، ولكن جمعية كشافة جيب صغير في جبال البرانس، كشافة أندورا، كانت نائمة منذ الثمانينات وفي الوقت الحاضر لا توجد حركة كشفية. كان معروفا مجموعة واحدة على الأقل ليتم برعاية مدرسة خاصة كوليج ماري جانر، تشغيل على طول خطوط للكشافة طريقة أوروبا.
أصدرت إمارة صغيرة الطوابع الكشفية الذكرى المئوية للاحتفال عام 2007، من خلال كل مشاركات مع فرنسا وإسبانيا. 
قامت الكشافة التشيكية، بدراسة عن الاحتمالات للمجموعات الكشفية في أندورا في صيف 2007. وقد بدأت الأنشطة في عام 2008 وتشرف عليها الكشفية الأوروبية. واعتبارا من أغسطس 2012، هذا من دون نجاح.
ووفقا لماريو دي ستابلتن من برشلونة، هناك نشاطا الكشافة في أندورا، لكنها تسافر إلى إسبانيا أو فرنسا لحضور المجموعات الكشفية هناك.